# Casper Jørgensen
Casper Jørgensen (* 20. August 1985 in Årslev) ist ein dänischer Radsporttrainer und ehemaliger Radrennfahrer.

## Sportliche Laufbahn
Nachdem Casper Jørgensen auf nationaler Ebene drei Mal Meister in der Mannschaftsverfolgung geworden war, gewann er mit dem dänischen Vierer den Lauf des Weltcup 2005/06 in Sydney. Im Jahr darauf belegte der Vierer aus Jørgensen, Jens-Erik Madsen, Michael Mørkøv und Alex Rasmussen unter Führung des deutschen Trainers Heiko Salzwedel bei den WM den dritten Platz.
Bei den Olympischen Sommerspielen 2008 in Peking errangen Casper Jørgensen, Michael Færk Christensen, Jens-Erik Madsen und Alex Rasmussen in der Mannschaftsverfolgung mit neuer Landesrekordzeit von 3:56,802 Minuten die Silbermedaille, nachdem der dänische Vierer im März zuvor in Manchester Vize-Weltmeister geworden war. 2009 wurden Jørgensen, Michael Færk Christensen, Jens-Erik Madsen, Alex Rasmussen und Michael Mørkøv Vize-Weltmeister in der Mannschaftsverfolgung.
Casper Jørgensen wurde von 2003 bis 2007 fünf Mal dänischer Meister in der Mannschaftsverfolgung. Außerdem wurde er zweimal nationaler Meister im Scratch und 2008 auch im 1000-Meter-Zeitfahren sowie einmal auf der Straße im Mannschaftszeitfahren. 2007 gewann eine Etappe des Grand Prix Guillaume Tell, 2008 den Prolog der Olympia’s Tour und 2009 den Prolog der Tour du Loir-et-Cher.

## Berufliches
Aufgrund anhaltender Knieprobleme beendete Casper Jørgensen 2010 seine Radsportlaufbahn. Anschließend wurde er Assistent des damaligen Nationaltrainers Sven Meyer. Nach Meyers Weggang übernahm Jørgensen dessen Posten. Unter seine Ägide stand seitdem der dänische Bahn-Vierer bei Weltmeisterschaften mehrfach auf dem Podium, bei den Olympischen Spielen 2016 errang die Mannschaft Bronze.

## Erfolge

### Bahn
2002
- Dänischer Junioren-Meister – Einerverfolgung, Mannschaftsverfolgung

2003
- Dänischer Meister – Mannschaftsverfolgung
- Dänischer Junioren-Meister – 1000-Meter-Zeitfahren, Einerverfolgung, Mannschaftsverfolgung

2004
- Dänischer Meister – Scratch, Mannschaftsverfolgung

2005
- Dänischer Meister – Mannschaftsverfolgung

2006
- Dänischer Meister – Scratch, Mannschaftsverfolgung
- Weltcup in Sydney – Mannschaftsverfolgung (mit Jens-Erik Madsen, Michael Mørkøv und Alex Rasmussen)

2007
- Weltmeisterschaft – Mannschaftsverfolgung (mit Jens-Erik Madsen, Michael Mørkøv und Alex Rasmussen)

2008
- Dänischer Meister – 1000-m-Zeitfahren, Mannschaftsverfolgung
- Olympische Spiele – Mannschaftsverfolgung (mit Michael Mørkøv, Jens-Erik Madsen, Alex Rasmussen und Michael Færk Christensen)
- Weltmeisterschaft – Mannschaftsverfolgung (mit Michael Færk Christensen, Jens-Erik Madsen und Alex Rasmussen)

2009
- Weltmeister – Mannschaftsverfolgung (mit Michael Færk Christensen, Jens-Erik Madsen, Alex Rasmussen und Michael Mørkøv)

### Straße
2007
- eine Etappe Grand Prix Guillaume Tell

2008
- Prolog Olympia’s Tour
- Dänischer Meister – Mannschaftszeitfahren

2009
- Prolog Tour du Loir-et-Cher

## Teams
- 2007 Team Odense Energi
- 2008 Team GLS
- 2009 Team Capinordic
- 2010 Designa Køkken-Blue Water